# Jeanne-Émilie Leverd
Jeanne-Émilie Leverd est une actrice française, née le 14 juillet 1788 à Paris où elle est morte le 16 novembre 1843.

## Biographie
D'abord danseuse de l'Opéra de Paris, elle débute dans la comédie au théâtre Louvois en 1804, puis entre à la Comédie-Française en 1808, dont elle devient sociétaire l'année suivante.
Elle est inhumée au cimetière de Montmartre (division 19).

## Théâtre

### Carrière à la Comédie-Française
Entrée  en 1808
Nommée 221e sociétaire en 1809
Départ en 1832
- 1808 : Le Misanthrope de Molière : Célimène
- 1808 : Tartuffe de Molière : Elmire
- 1809 : Les Capitulations de conscience de Louis-Benoît Picard : Mme Probincour
- 1809 : L'Enthousiaste de J. de Valmalette : Céphise
- 1810 : Le Mariage de Figaro de Beaumarchais : la comtesse
- 1810 : Les Deux gendres de Charles-Guillaume Étienne : Mlle Dalainville
- 1811 : Un lendemain de fortune ou les Embarras du bonheur de Louis-Benoît Picard : Mme Dorsange
- 1811 : Les Jeunes Amis de François-Joseph Souque : Belle
- 1811 : L'Heureuse gageure de Marc-Antoine-Madeleine Désaugiers : Mme Alex
- 1811 : La Femme misanthrope ou le Dépit d'amour d'Alexandre Duval : Eliante
- 1812 : Le Ministre anglais de François-Louis Riboutté : Arabel
- 1813 : L'Avis aux mères ou les Deux fêtes d'Emmanuel Dupaty : Mme Mirval
- 1813 : L'Intrigante ou l'École des familles de Charles-Guillaume Étienne : la baronne
- 1813 : La Suite d'un bal masqué d'Alexandrine-Sophie de Bawr : Mme de Mareuil
- 1813 : Le Mariage de Figaro de Beaumarchais : Suzanne
- 1813 : Le Barbier de Séville de Beaumarchais : Rosine
- 1814 : Eugénie de Beaumarchais : Eugénie
- 1815 : Les Deux voisines de Marc-Antoine-Madeleine Désaugiers et Michel-Joseph Gentil de Chavagnac : Clarisse
- 1815 : Racine et Cavois de Charles-Guillaume Étienne : Mme de Sivry
- 1816 : Alexandre et Apelle d'Alexandre-Jean-Joseph de La Ville de Mirmont : Campaspe
- 1816 : Le Mariage de Robert de France ou l'Astrologie en défaut de Pierre-Ange Vieillard : Bathilde
- 1816 : La Pensée d'un bon roi de Jean-Baptiste Dubois : Mme Lefranc
- 1816 : Laquelle des trois ? de Charlotte Vanhove : la marquise de Clairville
- 1816 : La Fête de Henri IV de Michel-Nicolas Balisson de Rougemont : Mme Leblanc
- 1817 : Le Faux Bonhomme de Népomucène Lemercier : Mme d'Harville
- 1817 : La Mère coupable de Beaumarchais : la comtesse
- 1817 : Adrienne Lecouvreur d'Armand-Jean Charlemagne : Adrienne Lecouvreur
- 1818 : Le Susceptible par honneur d'Étienne Gosse : Mme Lamorlière
- 1818 : La Fille d'honneur d'Alexandre Duval : la baronne
- 1819 : Le Marquis de Pomenars de Sophie Gay : Mme de Sévigné
- 1820 : Le Folliculaire d'Alexandre de La Ville de Mirmont : Elmire
- 1820 : L'Amour et le procès de Charles Gaugiran-Nanteuil : Mme de St Géran
- 1821 : Jeanne d'Albret ou le Berceau d'Henri IV de Théaulon de Lambert, Carmouche et Edmond Rochefort : Jeanne d'Albret
- 1822 : Le Ménage de Molière de Justin Gensoul et J. A. N. Naudet : Mlle Du Croisy
- 1822 : L'Amour et l'ambition de François-Louis Riboutté : la baronne
- 1822 : Valérie d'Eugène Scribe et Mélesville : la comtesse de Blumfil
- 1824 : Bothwell d'Adolphe Simonis Empis : Marie Stuart
- 1824 : La Saint-Louis à Sainte-Pélagie de Jean-Baptiste-Pierre Lafitte : Perrette
- 1824 : Le Mari à bonnes fortunes de Casimir Bonjour : Adèle
- 1824 : Une journée de Charles V de Nicolas-Paul Duport : Hermance de Mérouanne
- 1824 : Marie ou la Pauvre fille de Sophie Gay : la marquise
- 1825 : Le Château et la ferme d'Emmanuel Théaulon, Nicolas Gersin et Paul Duport : la baronne
- 1825 : La Fantasque d'Onésime Leroy : Mme Destourville
- 1825 : La Princesse des Ursins d'Alexandre Duval : la marquise
- 1826 : Pauline de Théophile Dumersan : Pauline
- 1826 : L'Agiotage de Louis-Benoît Picard et Adolphe Simonis Empis : Amélie
- 1826 : L'Argent de Casimir Bonjour : Mme  Dalvincourt
- 1826 : Le Jeune mari d'Édouard-Joseph-Ennemond Mazères : Mme Delvy
- 1827 : Les Trois quartiers de Louis-Benoît Picard et Édouard-Joseph-Ennemond Mazères : la marquise d'Olmare
- 1827 : Emilia d'Alexandre Soumet : Élisabeth
- 1827 : Le Mariage d'argent d'Eugène Scribe : Mme Dorbeval
- 1828 : Jamais à propos de Louis-Benoît Picard et Adolphe Simonis Empis : Mme de Fauchan
- 1828 : Olga ou l'Orpheline moscovite de Jacques-François Ancelot : Hélène
- 1828 : Athalie de Jean Racine : Athalie
- 1829 : Henri III et sa cour d'Alexandre Dumas : Catherine de Médicis
- 1829 : Les Femmes savantes de Molière : Armande[3]
- 1829 : Élisabeth d'Angleterre de Jacques-François Ancelot : Élisabeth d'Angleterre
- 1830 : La Dame et la demoiselle d'Adolphe Simonis Empis et Édouard-Joseph-Ennemond Mazères : Mme de Sainlevé